# 神輿

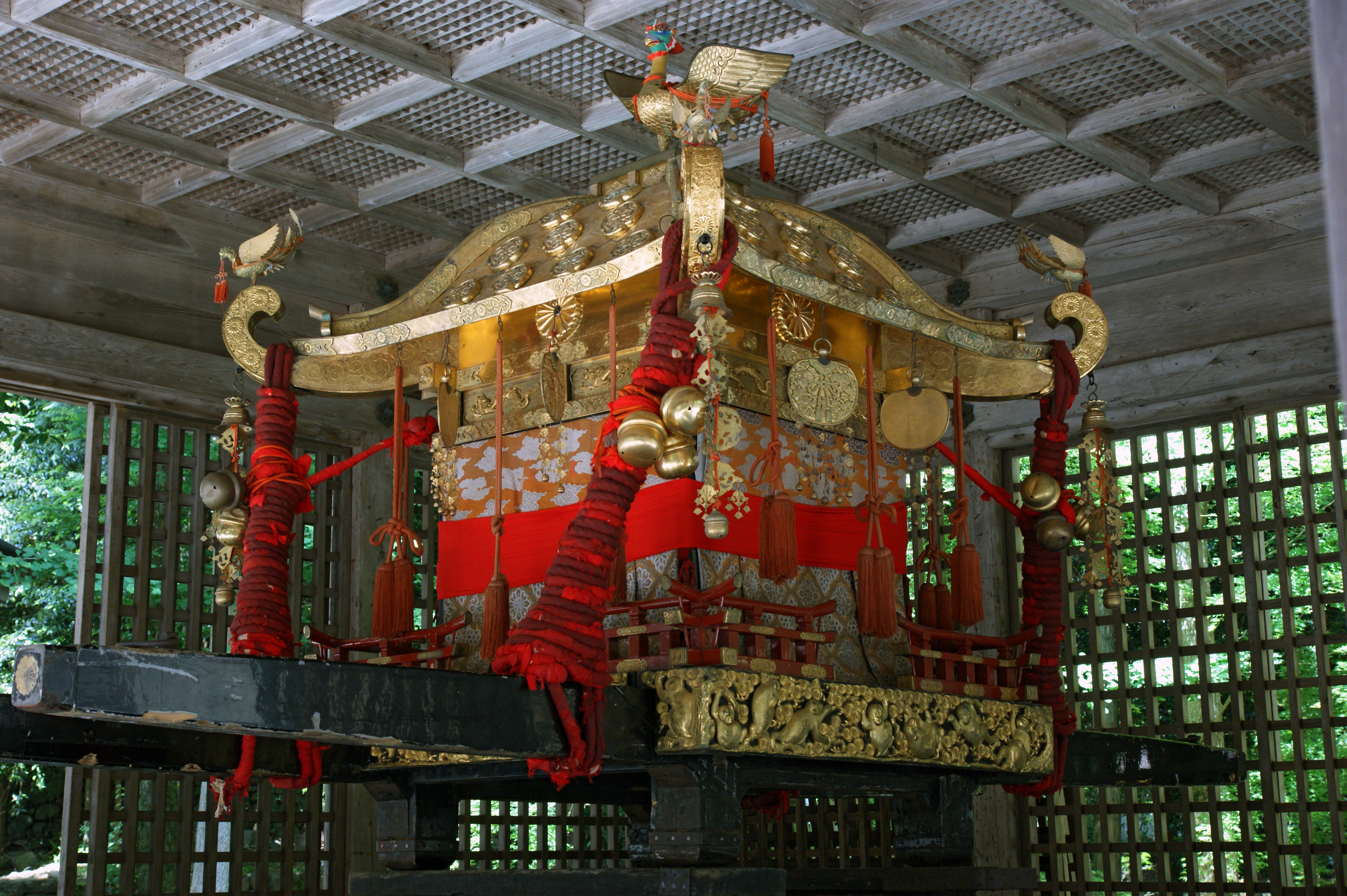
日吉大社の神輿

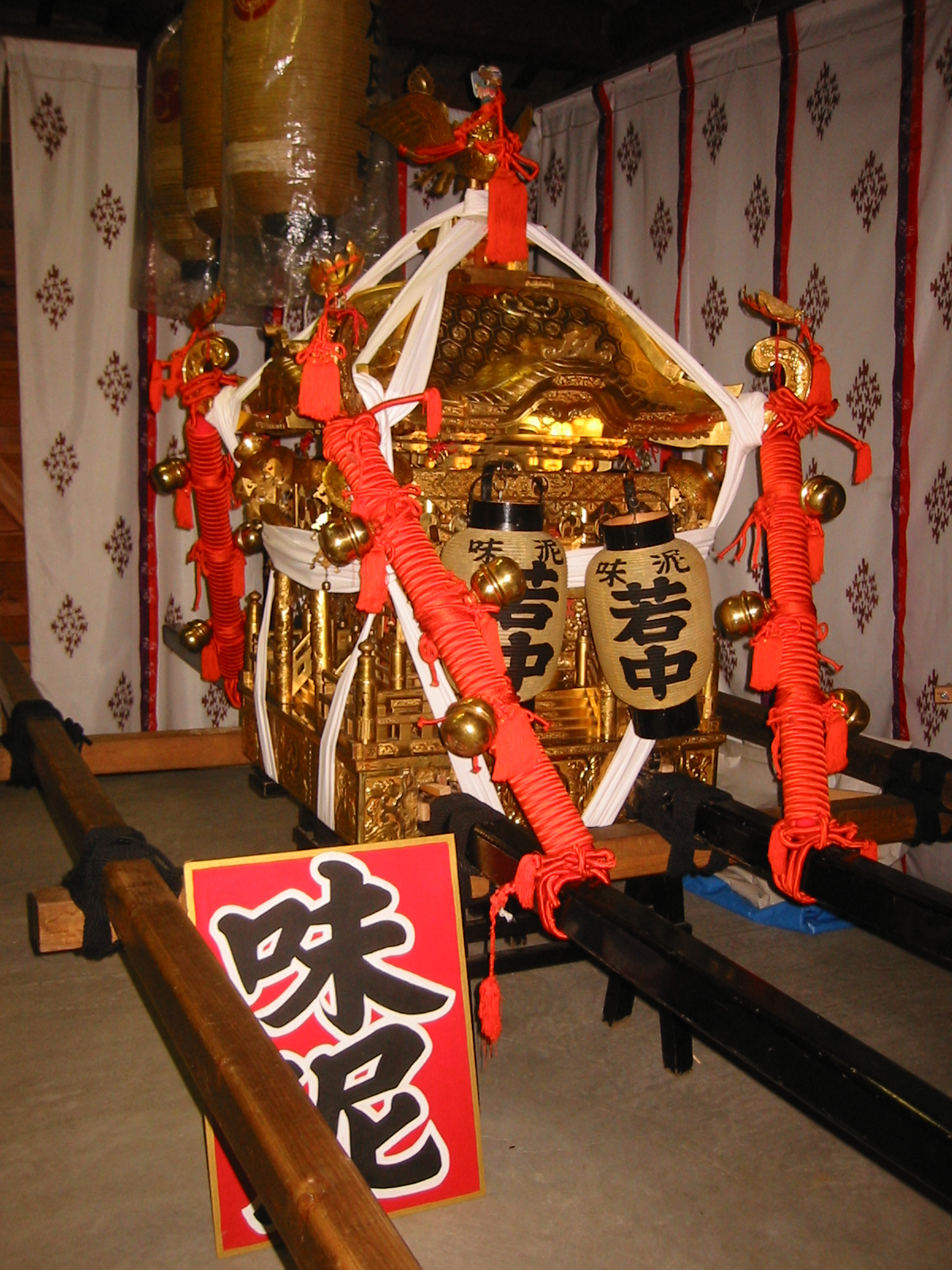
敏馬神社の神輿

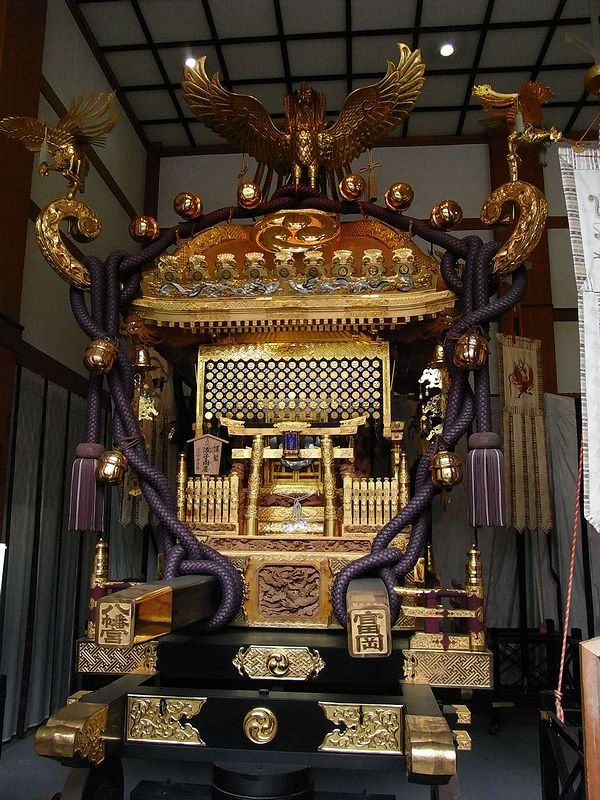
東京・深川の富岡八幡宮の境内に飾られている日本一の大きさの神輿

神輿、御輿（みこし、しんよ）は、通常、神道の祭の際に、普段は神社にいる神霊が氏子町内、御旅所などへ渡御するに当たって一時的に鎮まるとされる輿である。輿であるから通常は担ぎ上げて移動するものを指して言うが、それを台車（御所車、牛車）に乗せて曳くものなど別形態のものも指すことがある。
祭りによっては、御輿の巡行に山車（山）、鉾（ほこ）、だんじり、などの屋台が随行することもある。
「御輿」は「輿」に「御」を付けたものであるが、さらに「御」をつけて「おみこし」と呼ばれる場合がある。神が乗る輿であるので「御神輿」とも書かれる。
神社の神輿を一般に「本社神輿」（神社神輿・宮神輿）と言い、神社に本社神輿が1基のみ存在する神社もあれば、三社祭で有名な浅草神社のように1社で3基の神社神輿を持つ神社もある。氏子町会が神輿を持っている場合はこれを「町会神輿」と呼び、この中で青壮年部が担ぐものを「大人神輿」、女性が担ぐ輿を「女神輿」子供は「子供神輿」と呼んでいる。
特に胴が箱型で内部が空洞の物を鳳輦（ほうれん）と呼び、実際に人間（主に天皇）や大きめの神器・依代が乗るものとして造られたのが起源とされるため小型の物は存在しない。神輿と鳳輦の定義において議論があり、文字通りの意味を定義と捉えた場合、鳳凰（ほうおう）を付けた神輿全てが鳳輦（ほうれん）になってしまうが、鳳凰を冠していない鳳輦も存在するため、「皇族などの貴人が乗る輿」と定義としている書籍が多い。
これに比べて神輿は諸説あるが、鳳輦から発展し、神霊が乗ることに特化したものであるという解釈ができる。後述のように成人男性が1人で持てる程の小型の物から、中に入れそうな大型のものまである。
神輿と鳳輦を合わせて「輦輿」（れんよ）と呼ぶが、定義もさることながら、外見では判断しにくいため（特に垂幕や瓔珞が付いている場合）、双方とも「神輿」と総称されているのが現状である。

## 形状・各部名称と類別

### 全体の形状
一般的に神殿をかたどった輿が多いが、神木（諏訪大社・長野県諏訪市）、人の性器（田縣神社・愛知県小牧市）をかたどったもの、人形を置いた神輿、四方に絵を描き屋根に弓張り提灯を並べた万燈神輿（まんとうみこし）がある他、神酒樽を用いた樽神輿などもある。
神殿造りの一般的な神輿でも四角形の他に、六角形（例：あきる野市阿伎留神社 ）の物や、八角形の神輿も関西を中心に存在する。東京では住吉神社の八角神輿が有名である。

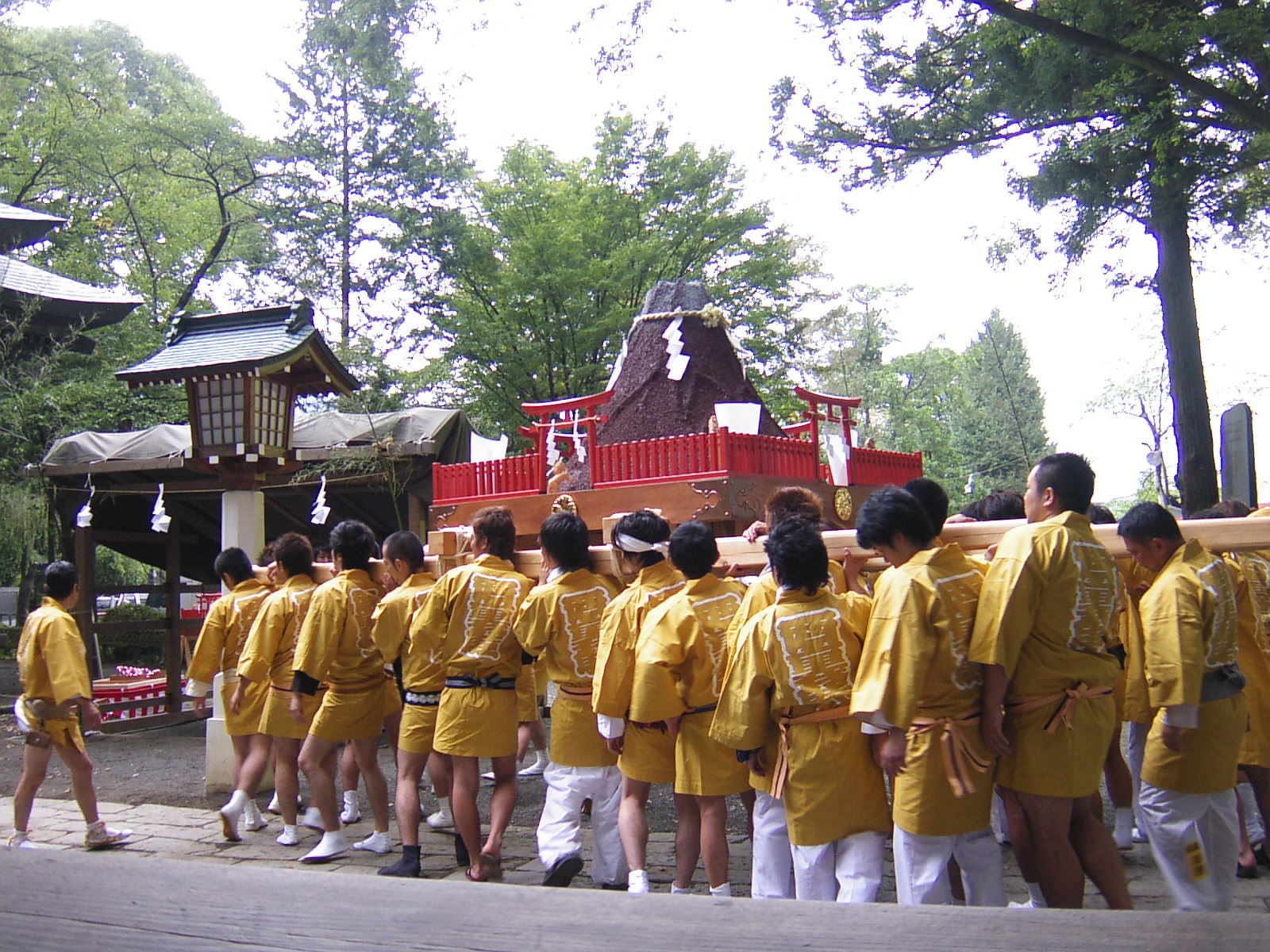
山梨県・富士吉田市の冨士山下宮小室浅間神社の富士山神輿

### 屋根の形状
屋根は通常、その御輿が属す神社の神殿を模したものとなる。このため、寺社に多い唐破風、もしくは延屋根が採用される場合が多い。次に八棟造が多く存在していると思われる。また、少数ながら切妻造もあり、神田明神の「三の宮鳳輦」のような入母屋造も見られる。なお、この輿には千木と鰹木が付き、大鳥（鳳凰）も擬宝珠もない。
通常は屋根の上は鳳凰または擬宝珠が置かれ、稀に神社にちなんだ鳥などがある場合はそれを冠している場合がある。

#### 蕨手
屋根の対角線（境界線）の出っ張りを野筋と言うが、ここから直接蕨手（わらびて）が伸びているものが関東では一般的であり、関西では屋根の下から蕨手が伸びている神輿が多い。
江戸神輿では相州（湘南）神輿に比べて蕨手が、長いまたは大きい・太い傾向がある。

### 胴の形状
江戸神輿では細く、コーラ瓶のようにすぼまった形状（＋唐破風屋根）が多いが、湘南のどっこい担ぎに使われる神輿は万燈神輿も含めて太めのストレート型が多く、「相州神輿」「湘南神輿」と言われ、台輪に「タンス」と呼ばれる環が付いてる場合が多い。

#### 台座（胴下部）
台輪から直接、胴が構成されている形式を「平屋台造り」と言う。比較的古い神輿に多い。
神社のように回廊・勾欄・階で胴の周りを装飾した形式を「勾欄造り」と言い、最近の江戸神輿などに多い。

### 大きさ

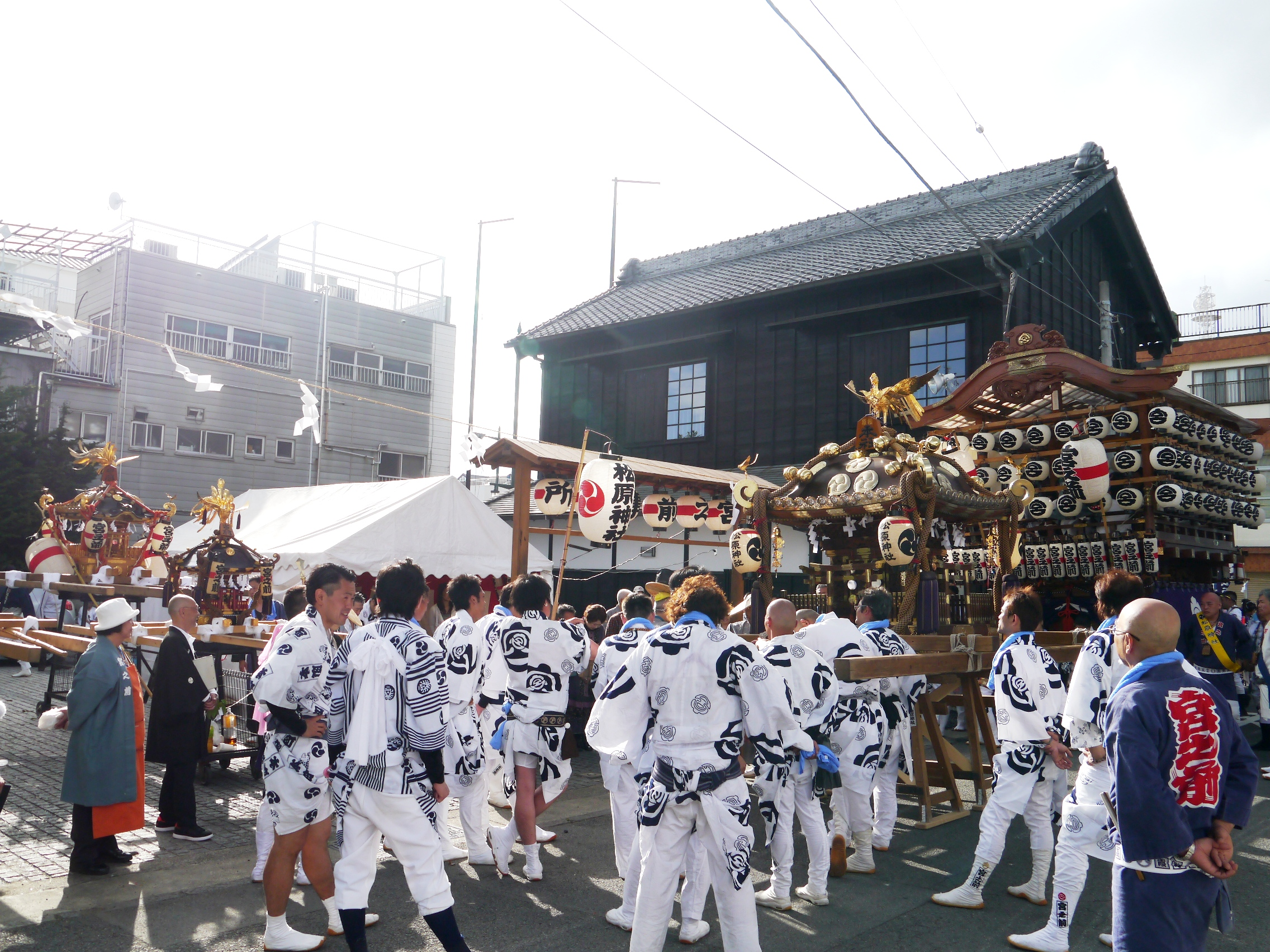
参考：大きさ比較＝左から町会大人神輿、子供神輿、本社神輿、山車

大きさの単位は、普通「台輪」と呼ばれる部位の幅で測られる。標準的なもので、幼児用の台輪寸法24cm(最大幅42cm)、担ぎ棒(一番長い親棒で180cm)を含む総重量18kgと言った小さなものから、台輪寸法105cm(最大幅177cm)、総重量550kg程度のものまである(このクラスだと、親棒の長さは630cm程度にもなる)。ただし意匠などにより重量は多少異なってくる。なお台輪寸法が60cmの場合、担ぎ棒を一度に担げる人数は50人となる(参照した文献によれば3交代制として、担ぎ手は150人必要としている)。
日本で一番大きな神輿は東京都富岡八幡宮の御本社一の宮神輿と言われてはいるが、現在では担いで渡御することができない。また、台輪幅だけで言うと東京文京区の根津神社の本社神輿（宮神輿＝神社神輿）の方が大きい。
重量は500キログラム、担ぎ棒込みで1トンを越えるものも珍しくない。
一般的には、本社神輿＞町会大人神輿＞女神輿または子供神輿の順に大きい。

### 担ぎ棒
担ぎ棒（柱）にも形や色、数は様々あり、同じ神輿でも用途に応じて長さや数を替えたりすることがある。棒の先に金物が付いている場合があり、これを棒先金物という。神輿（台輪）への固定には、楔を打ち込み固定、さらに釘で楔を固定する。時には担ぎ棒に緩衝材にするための布団様の物を取り付ける事もあり、祭りによっては緩衝材の中身を真綿にしている事もある。

#### 形状
丸型と四角型が大半である。

#### 担ぎ棒の数

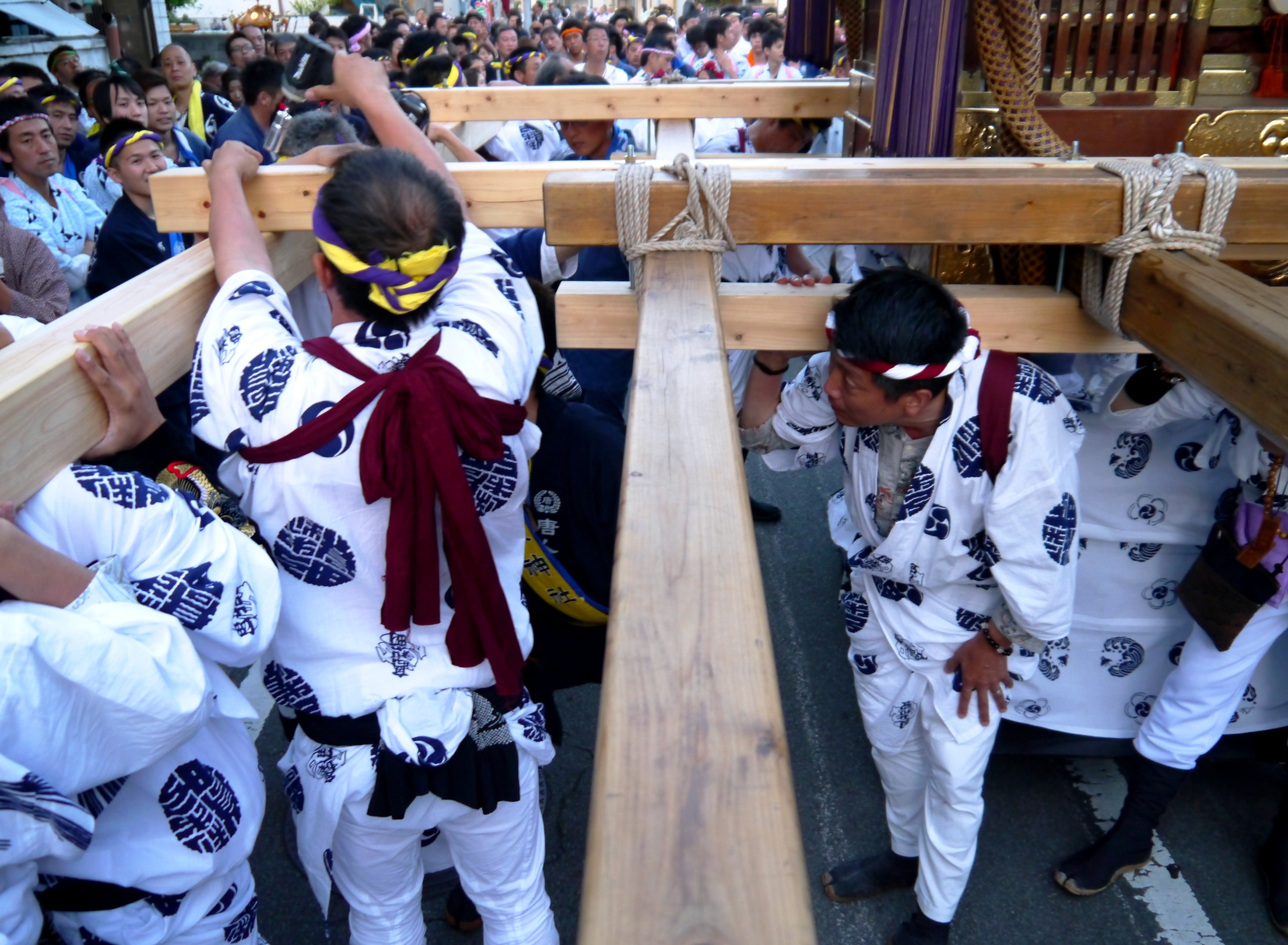
通常は4点棒の小田原：松原神社の本社神輿。6点棒を外す作業風景。宮入り前に5分程で取り外し作業が完了した。

2点棒
台輪の穴を通り、前後方向に2本の親棒（長屋とも）だけが付いた2点棒が最もシンプルである。メリットは狭い道でも巡行でき、組立も簡単な他、神輿振りをする横田担ぎや小田原の居神流や大原はだか祭りなどの神輿の担ぎ方では必須の仕様である。
4点棒
担ぎ手を増やしたい場合など、親棒（縦棒）から左右（垂直）方向にトンボと呼ばれる横棒を2本伸ばし、その先に前後方向を向いた脇棒（外棒）を加えたもの。前後方向の担ぎ棒（縦棒）が合計で4本で、このタイプの神輿が最も多い。
6点棒
前後方向（縦棒）が6本の物。大型で重い本社神輿を中心に採用されている。例として鎌倉五所神社の本社神輿（宮神輿＝神社神輿）など。東京四谷の須賀神社、小田原の松原神社など、普段は4点棒ながら限定的に6点棒で担がれる場合もある。
6点棒＋4点棒
通常、6点棒とは縦棒のみを指し、横棒（トンボ）は輿の前と後の計2本であるが、これにトンボを追加した6点棒＋4点棒の神輿も存在する。
2点棒＋6点棒
上記と逆の構造で、2点棒にトンボが4本または6本の神輿もある。例としては城南担ぎの品川近辺で見られる「城南神輿」である。ちなみに同タイプの神輿は台輪棒穴が無く、棒の上に台座が乗る。
2点棒＋2点棒
2点棒にトンボを2本のみ配して担ぎ手を増やす事ができるようにした神輿もある。この方式の配置は、神輿の差し上げや、神輿を担いだままその場で水平方向に素早く回転させるのに動きやすい利点がある。例として、北海道江差町の八大龍王神八江聖団例大祭の御輿渡御で見る事ができる。
4点棒＋2点棒
4点棒にトンボを2本のみ配して担ぎ手を増やす事ができるようにした神輿。神輿の差し上げや、神輿を担いだままその場で水平方向に素早く回転させるのに動きやすい利点が上記の「2点棒＋2点棒」と同様である。

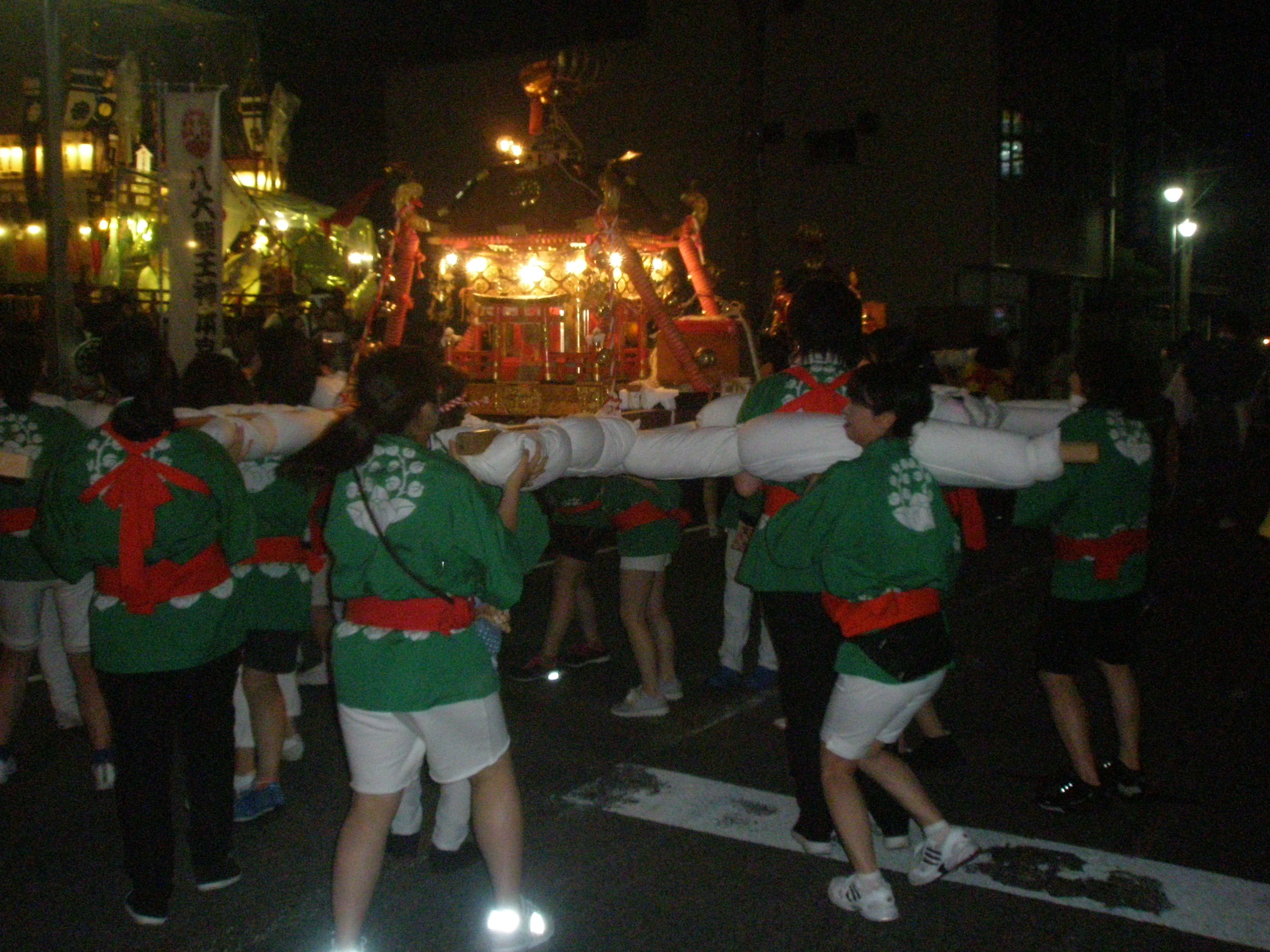
2点棒＋2点棒の神輿の例（八大龍王神八江聖団例大祭・御輿渡御）
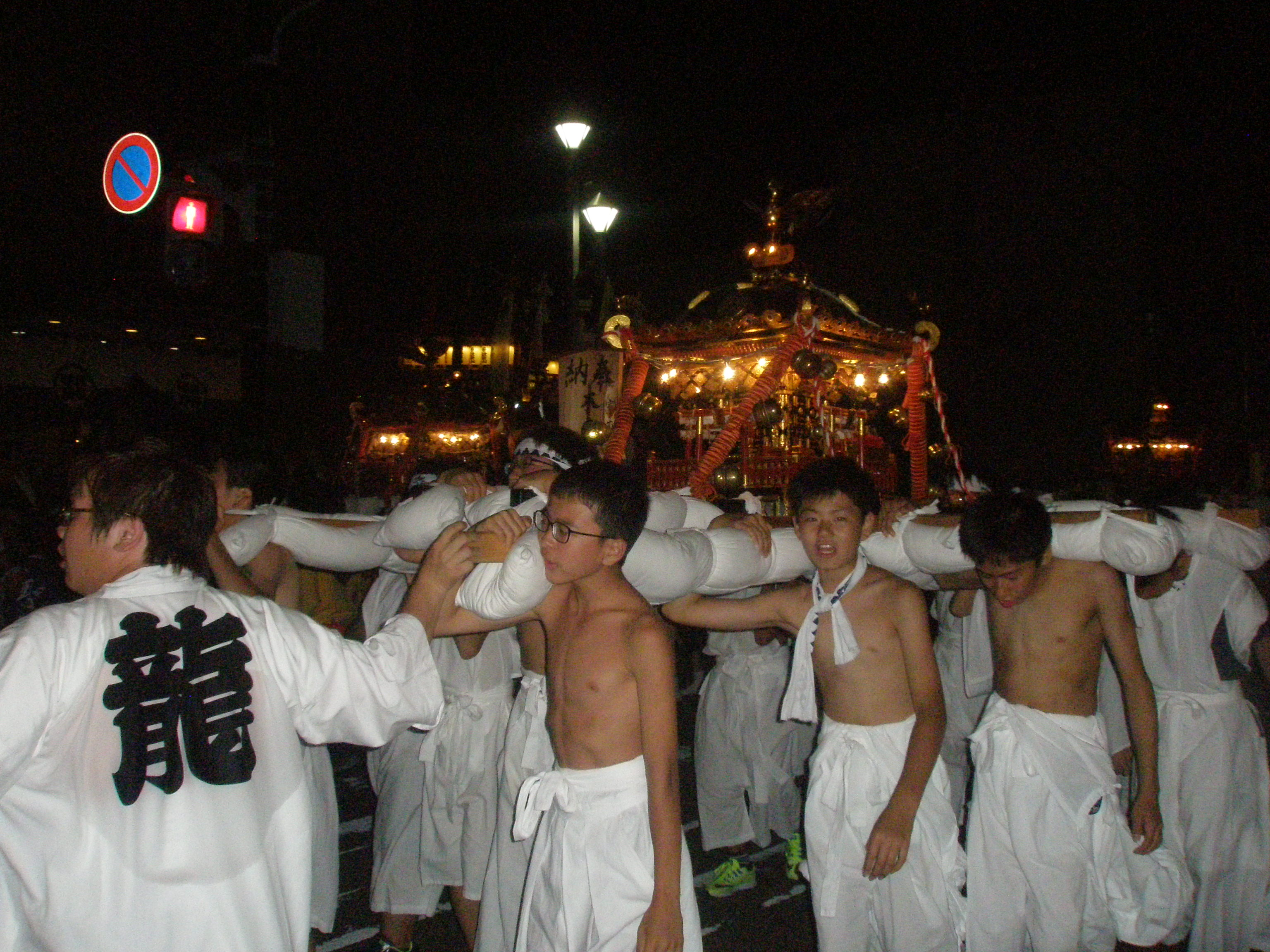
4点棒＋2点棒の神輿の例（八大龍王神八江聖団例大祭・御輿渡御）

担ぎ棒同士の組付けは、ボルト・ナットやダボで組み、これらに縄や浸したサラシで巻き上げてたり、それぞれ単独の方法で組み立てる場合など色々な方法がある。
担ぎ棒の組み付け。ダボ（凹凸）と縄の場合

#### 仕上げ・色
白木と黒・朱色・漆塗りなどがある。形状も含めて混在している神輿もあるが、これは美的観点から意図的に行われている場合もあるが、2点棒→4→6と増設した場合や補修で、既存の棒と合うものがなく、仕方なく装着している場合もある。色と形の違う担ぎ棒。

#### ハナ棒
親棒・花棒・本棒の先端をハナ（花・鼻・華）と言い、一番目立つ場所である事から取り合いになることが多い。舵取りや顔として目立つ意味の花型と、先端を意味する鼻先の意味からこう呼ばれている。

### 材質
通常は主要部分は木製であり、その製作には20種類の職人が携わる。
質素な白木のものから、漆塗り・極彩色のものまで様々である。
部品点数は3000程度。神輿は担いで長時間荒々しく揺さぶられる場合が多いため、細かなパーツを組み合わせする升組み構造で、その震動・衝撃を吸収する。通常、金属の宝飾品取り付け以外は釘は使われない。また製作工程を統括する者を「神輿師」と呼ぶ。

## 祭り方（祀り方）
2種類に大別される。
- 1つは天皇の行幸を模し、鳳輩型の神輿に神霊を奉じて渡御する「王朝型神幸祭」。

例：京都石清水八幡宮、東京日枝神社神幸祭など。
- 2つ目は魂振りを行う祭り。神輿を激しく振り立て、神輿振りを強調する「日吉型渡御祭」で、神輿を激しく振り動かすことによって神の霊威を高め、豊作や大漁を願うものである。また、余すところなく周囲に行き渡らせる所作（しょさ）でもある。[20]豊作や大漁を願うだけではなく、古来、神は祟り（天変地異）を起こすと考えられていたことから、霊威を高め、町を鎮めるお力も高めた。[21]

例：滋賀日吉大社・山王祭 (大津市)、京都八坂神社・祇園祭、東京浅草神社・三社祭、鳥越神社・鳥越祭りなど全国各所。いわゆる暴れ神輿である。平安時代後期、比叡山延暦寺の僧兵等は日吉神社の神輿をもって強訴し、白河法皇に「賀茂川の水、双六の賽、山法師。これぞ朕が心にままならぬもの」と言わしめた。

### 寺院の御輿

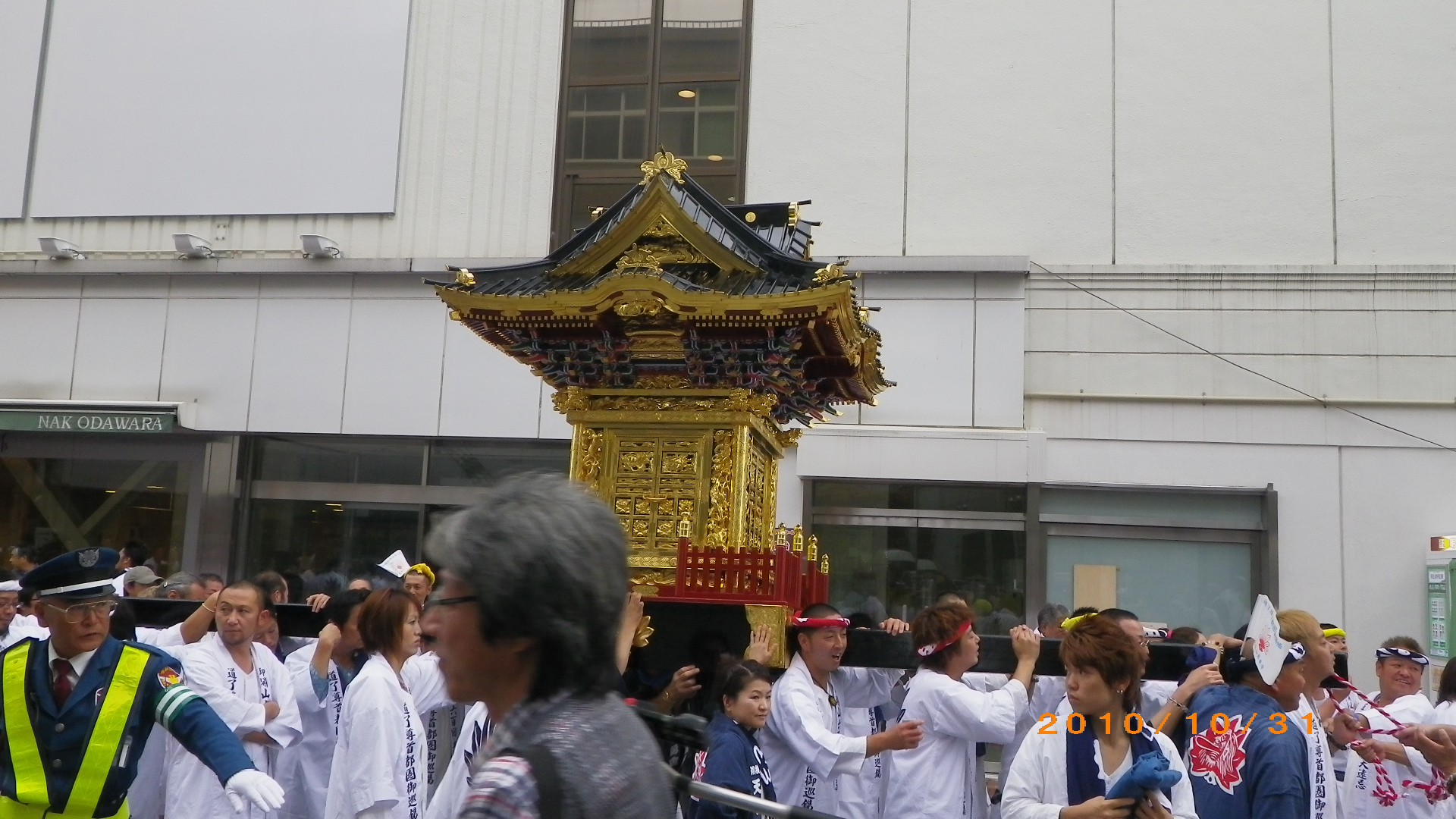
大雄山最乗寺の御輿

仏教の寺院が輿を持ち巡行することもある。ここでは意味合い的に「神輿」でなく「御輿」と表記する。
神仏習合が見られる御霊信仰や祇園信仰では、御霊会や祇園祭の際に御輿が用いられてきた。神仏分離令で神道神社と仏教寺院に分かれた後も、寺社ともに御輿が用いられている。密教や修験道の寺院の祭りの際にも御輿を用いる例が見られる。
- 三瀧山不動院（宮城県仙台市） - 夏の大祭の際、1980年に新造された御輿が用いられる[22]。
- 塩野毘沙門堂（山形県米沢市）暴れ神輿と言われる。
- 熊野大社　　（山形県南陽市）戦国時代　善光寺の本尊を奉じた上杉謙信の後継者である上杉景勝が越後ー会津ー米沢へ移動するのに使用した神輿が今も伝わっている。
- 瑞宝山慈恩寺 （山形県寒河江市）- 室町時代（1395年）の記録に、御輿をもって寺領を獲得した話が残る。
- 成田山新勝寺（千葉県成田市） - 成田祇園祭の際に御輿が用いられる。
- 大雄山最乗寺（神奈川県南足柄市）

## 運行形態（神輿の担ぎ方）

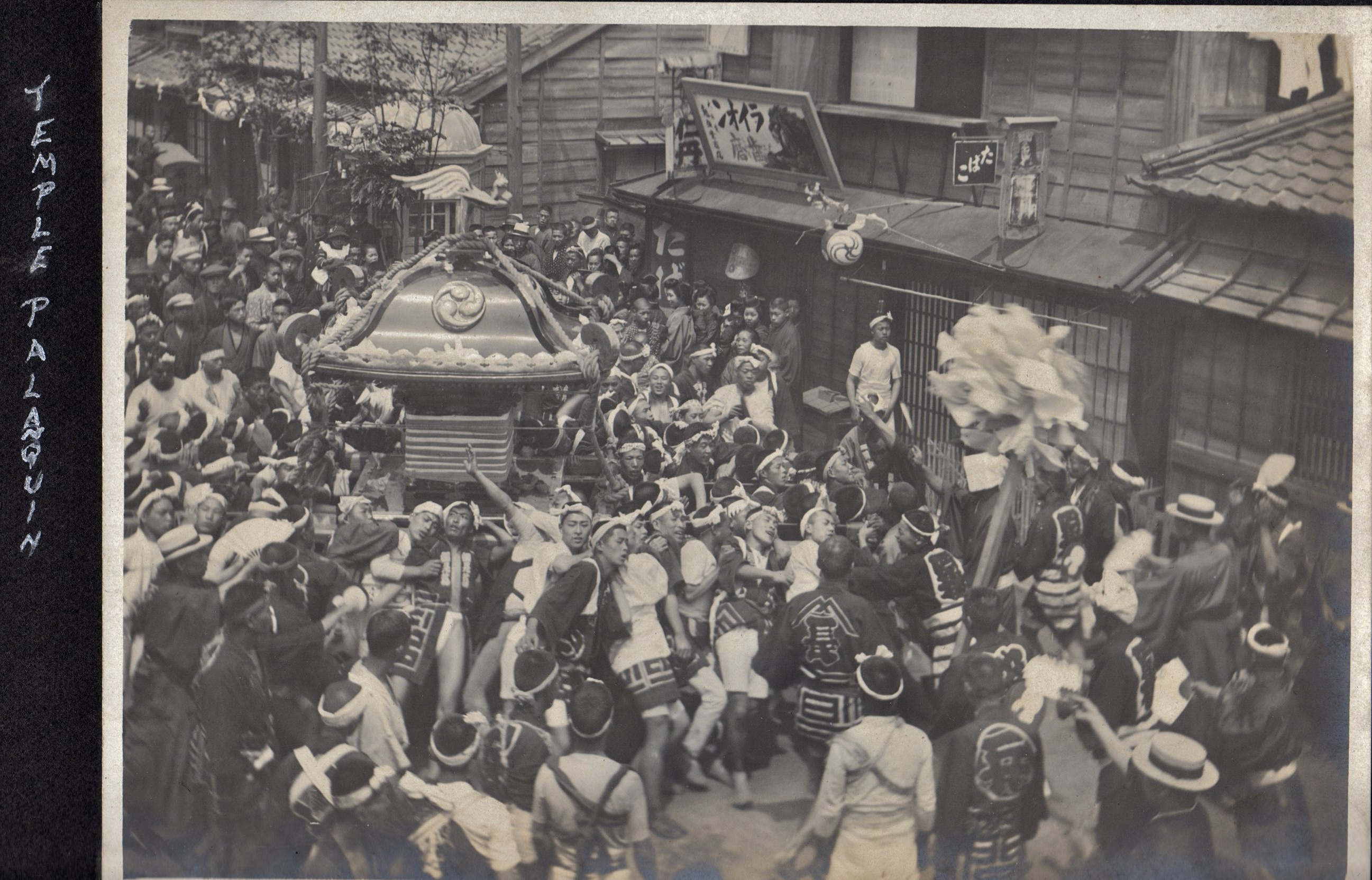
街なかを渡御する神輿。大正初期

### 総論
町を歩いてお旅所（神酒所）や商店を回る渡御や、A神社とB神社を巡行するもの、一定の場所に集結し、お浜降りや神輿同士をぶつけ合ったりするものなど様々で、祭りの中でそれが果たす役割は多種多様である。

### 各論
明確な統計は無いが、全国的には通常、ひら担ぎと呼ばれる「わっしょい」の掛け声で神輿を揺らさずに担ぐ地域が多いと思われる。揺らす場合は江戸前に分類される。
- 江戸前担ぎ：東京都内では「えっさ、えっさ」の掛け声で神輿を揺らす担ぎ方が有名であるが、近年は神輿同好会等の影響で「オイサ」「セイヤ」「ソイヤ」の掛け声が増えている。浅草三社祭・鳥越祭り・神田明神祭など、東京の祭礼の殆どはこの担ぎ方となっている[24][25]。
- ちょいちょい担ぎ|城南担ぎ：同じ都内でも漁師町であった品川・大田近辺では、小波に揺れる舟のように小刻みに神輿を振る。2点棒でトンボが複数あり、大拍子という太鼓が付いているのが特徴である[26][27]。
- どっこい担ぎ: 湘南地方では、湘南甚句と共に「どっこいどっこい、どっこいそりゃ」の掛け声でタンスを鳴らし、神輿を上下に揺らし担ぐ形式が一般的である。極みとして、茅ヶ崎「暁の祭典浜降祭」7月海の日開催がある[28][25]。
- 小田原担ぎ：「オイサー、コラサー」の掛け声から木遣り唄（浜木遣り）とともに走る(跳ぶ・突っ駆ける)動作があり、他の神輿と合体する事も特色である。漁師の祭りであった松原神社例大祭が原型とされ、荒波・転覆を連想させるため御霊が入っている時は神輿を揺らさない。小田原流とも呼ばれるこの担ぎ方で渡御する神社は、小田原市内に数社あり、ゴールデンウィーク5月3日北條五代祭りのパレードの他、4日5日と斎行される山王神社、大稲荷神社、居神神社、松原神社の例大祭などで見られる[29]。
- ヨコタ担ぎ：羽田では大波に揺れる舟のように左右に大きく振るがある。神輿を振りやすいように2本の芯棒に数本の横棒をつけただけの棒組となっている[25]。
- 深川担ぎ：平担ぎに加えて神輿を揉み、差し上げる担ぎ方が有る。 掛け声は「もーめ もーめ」「さーせ さーせ」。
- 佃担ぎ：佃では 「おりゃ、おりゃ」の、掛け声で神輿を一切揺らさず担ぐ。揺らす時は地面すれすれでの上下に揉む時で、揉んでから一気に差し上げる。
- 行徳担ぎ：行徳近辺では神輿を差し上げ、空中に放ったり、地面にギリギリまで降ろしたりする。
- 房州担ぎ千葉県の大原はだか祭りに代表される担ぎ方であり、掛け声は「そらやー、よいさー、ほいさー、そーりゃー、そいきた等々」である。二点棒なので神輿振りである横振が見られ、大原や一宮で小田原担ぎのように走ることもある。また大原では「おーいやのせーだ」「よーいと」などの掛け声とともに神輿を真上に投げあげるのが特長である。
- 関西方面では京都市内などで、松尾大社の神幸祭・還幸祭や八坂神社の祇園祭や中心に「ホイットー、ホイットー」と掛け声を掛けながら、前進したままでシーソー状に激しく神輿を振り回す。鳴鐶(ナリカン)と呼ばれる金具の鳴り物を激しく打ち鳴らすのが特徴である。また神社拝殿の回りを練り暴れる拝殿回しでは、ひたすらカーブを切りながら上記のようにシーソー状に激しく振りながら前進する。境内が狭い場合などは神輿を軸にしてグルグル旋回しながら暴れることもある[30]。
- 愛媛県などでは、神事として神輿同士を激しくぶつけ合う喧嘩神輿が見られる。祭によって、ぶつけ合うこと自体を目的とする場合もあれば、相手の神輿を落とした側を勝ちとする試合形式で行う場合もある。また地域を問わず、同じ祭で複数の神輿が鉢合わせた際、自然発生的に互いの威勢を競い合うような状況となった場合も喧嘩神輿と呼ばれることがある。
- わっしょ担ぎ：富岡八幡宮などで見られ、神輿を膝元まで下げて一気に担ぎ上げる[25]。
- 千鳥担ぎ：新宿十二社の熊野神社で見られ、担ぎ棒の先端を首の後ろの付け根で担ぐ[25]。

### 運行・担ぎ方の共通用語と補足事項

#### 担ぎ場所の選定方法
神輿を担ぐ際にどの位置で担ぐかは、完全に自由であったり、お客さんを前の方に入れたり、その地区の氏子を優先したりと様々であるが、以下の様な決定方法もある。
- 肩合わせ：渡御の前に担ぎ手の身長順に担ぐ場所を決める事で、これを行った場合は神輿全体が安定し担ぎ手の負担も少ない。欠点は場所が決められるため、嫌な場所に当たるとつまらない事。宮入り時など限定された場所で採用されることが多い。
- トコロテン：担ぎ手が担ぎ棒の最後尾（ケツ棒）から入り、適当な時間で前へ前へと担いでハナ棒まで抜けていく方法。この方法だと全ての担ぎ手が公平に全ての場所を担げることである。担ぎ手が多く集まる祭礼やパレードなどで見られる方式。

#### ハナ棒合わせ｜四方合わせ

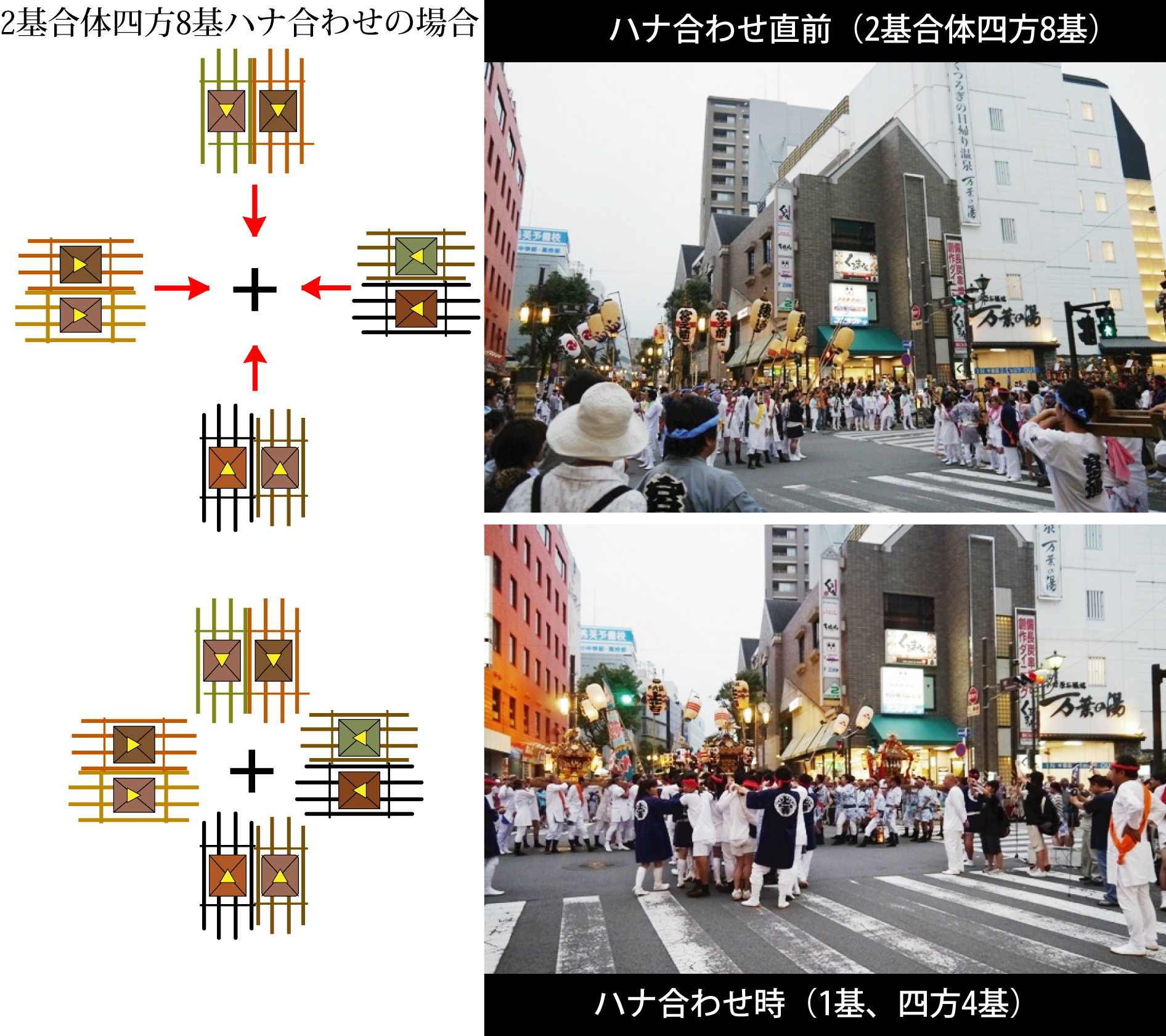
四方合わせ解説

複数の神輿が対面または複数の方向から1点を目指し進み、ハナ棒を合わせるように近づく事。四つ角の交差点などで行われる場合を特に四方合わせと呼ぶ。祭典時やパレードなどの観光行事において行われる。あらゆる担ぎ方で実行可能と思われるが、小田原流のように走る神輿は特に危険が伴う。

### 掛け声
担ぐ時の掛け声は「わっしょい」や「エッサ」「ソイヤ」などと言うところが多い。
例：岡山県新見市の岩山神社
それぞれの語源については諸説があり、「和上同慶」「和を背負う」「和と一緒」「輪を背負う」という意味からきているという説や、「エッサ」は古代ヘブライ語（古代ヘブライ語で「エッサ」とは「運ぶ」という意味である）から来ているという説、または単なる「えっさほいさ」といった掛け声であるという説など様々である。
特殊な例としては、北海道江差町の姥神大神宮渡御祭における御輿渡御や宿入之儀（しゅくいれのぎ）においては、担ぎ手が「ヤイヨイ」という掛け声を掛ける。

#### 補助の掛け声
- ヨイト：一般的に、神輿の上部（鳳凰や蕨手）が木や建物などに当たりそうな時に、ゆっくり慎重に、または神輿を少し下げて行くよう指示する言葉。地区に依っては完全に「肩を抜け」「停まれ」という合図でも使われる。例：「揉むなよ！上の提灯に当たるぞ！ヨイトだ、よいとーよいとー！」
- マエダ―：文字通り、神輿を前へ進めるための指示・掛け声。揺らすタイプの担ぎ方で主に使われる。盛り上がって揉んでいると、前へのベクトルが働かないため多く使われる。

## 近年の問題と注意事項
神輿は本来、その神社の氏子によって担がれるものであるが、担ぎ手の不足や町おこしなどの理由により氏子以外の参加を認めるケースが都市部を中心に増えている。そのため、外部の応援団体（有志の神輿会）が地元のルールを知らない・軽んじる、などの一因で問題が生じないよう留意すべきである。
また、三社祭の宮出し等で見られる、担ぎ棒に乗るという行為も「神様が鎮座する神輿の上に人が乗るとは何事だ」という否定的意見と、「神輿渡御を安全に誘導する為には仕方がない」「祭礼運営への貢献のお礼」などといった肯定的意見の論争が見られるが、概ね世間の評価は否定的である。東京都では迷惑防止条例で神輿に乗る行為は禁止されており、6月未満の懲役または50万円以下の罰金が科せられる。
神輿の扱いは地域によって違い、上から見下ろすことさえ禁じられている所もあるので、参加する場合はその地域の規則を熟知するということが大切である（逆に、神輿をわざと高い位置から落とす祭礼もある）。

### 全国共通注意事項
- 無断で他の神輿に触らない。（緊急時は除く）
- 神輿の前で写真を撮る時などは声を掛ける。
- 氏子優先。他社の地区を渡御している時はそこの氏子神輿・神社方針が優先。
- 本社神輿優先。仮に氏子地区内に他社本社神輿が来た場合でも氏子の町会神輿が針路を譲る。
- すれ違う際は被り物（頭に巻いた手ぬぐいなど）を取り、弓張り提灯を掲げ拍手をするのが望ましい。
- 高い所からあからさまに見下ろさない。（少なくとも担ぎ手から分からないように）

### みこし会と暴力団
2019年9月20日、神奈川県警察は、県内の4つのみこし会代表が祝儀名目で指定暴力団稲川会系組幹部に現金を渡していたとして双方に対し、暴力団排除条例に基づき中止の勧告を行った。

## 神輿の起源
諸説あるが、そのうちの1つとして以下のような説がある。
この説を採用した観光協会等において、外国人観光客に対し神輿は「持ち運び可能な神社」と説明されることが多い。
文献上での初出は、養老四年・天正天皇6年(720年)、隼人征伐の際大神比義命(おおがのひぎのみこと)の子孫、宇佐八幡宮の神官、祝の大神諸男が八幡神が乗った御神輿に付き添い、禰宜の大神杜女が御杖代、同じく禰宜の辛島波豆米が御杖人となり、大隈・日向へ行幸している。
この時の御神輿が国内初の御神輿である。
この時、祝の大神諸男が“我、昔、この薦を御枕として、百王守護の誓いを発した。百王守護とは、凶賊を降伏せしむるという事である”との御神託を大貞の池(三角池の薦神社)でうける。この池のマコモで大神諸男が造った御薦枕が、先の国内初の御神輿に載せた御神体である。
奈良時代の元正天皇の治世、養老4年（720年）九州で起こった「隼人の乱」にあるという。同年2月九州南部の大隅・薩摩に住む隼人は、大隅国守・陽侯麻呂を殺害して反乱を起こした。朝廷は歌人としても有名な大伴旅人を征隼人持節大将軍に任命し、1万を超す軍隊を派兵した。この時、朝廷は宇佐八幡宮に勅使を派遣し、国家鎮護と隼人討伐を祈願した。当時は、今の大分県宇佐市小倉山でなく、近くの小山田に鎮座していた八幡神は、この願いに応じ、「われ征きて降し伏すべし。自ら神軍を率いて隼人討伐に赴く」と託宣を下した。朝廷は豊前国司（ぶぜんこくし）宇努首男人（うぬのおびとおひと）に命じ、八幡神の神霊が乗る神輿を作らせた。『八幡宇佐宮御託宣集』によれば、「豊前国司に仰せつけられ、初めて神輿を作らしむ」とある。
聖武天皇が奈良に東大寺を建て、毘盧舎那仏（奈良の大仏）を建立して国の象徴として建設にあたる時、天平勝宝元年（749年）に、これを助けるために、宇佐八幡神は、屋根に金色の鳳凰が輝く天皇の乗り物（鳳輦）に乗って奈良の都へと渡御した。この鳳輦こそが、1300年の歳月を経て今に伝わる神輿の原型である。
平安時代になると、近江の日吉大社や京都の祇園社（現・八坂神社）・今宮神社・北野天満宮や、大阪の大阪天満宮などでも神輿が作られた。鳳輦をもとにして、これに魔除けの巴紋や神紋を飾り、ミニチュアの神社のように鳥居や玉垣、高欄などが付けられた。こうして、主に奈良・京都を中心にして神輿が一般化された。

## 各地方の神輿

### 江戸(東京)の神輿
以下は江戸(東京)の話であるが、本来神輿は神社から1台が(宮神輿)、山車は町内から出るもので、通常、神輿のいち形態ではなく、神輿とは別物である。また山車は市中に電線が貼られた都合などから明治中期以降は運用が難しくなった。このため神社より町神輿へ分祀を行い、山車の代わりに町神輿が巡行するようになった。この風習は近隣地域にも広がった。なお太平洋戦争中は兵員の召集による担ぎ手不足や金属供出などのため、そして戦後は空襲による焼失などのために一度神輿は減少したものの、その後1953年-1960年にかけて神輿の新調ブームが起こったと言う。